# Efrem Ferrari
Efrem Ferrari (Trento, 20 giugno 1910 – 17 luglio 1997) è stato un architetto italiano particolarmente attivo su edifici di culto.

## Biografia
Nato a Trento nel 1910 si laurea in architettura nel 1935 a Venezia. Fu una della menti architetturali del Trentino dell'XX secolo. Nei suoi edifici fa uso massiccio di cemento armato e di rivestimenti in pietra, inoltre lo stile romanico a cui si ispira lo porta all'inserimento di contrafforti, trifore, portici, che caratterizzano in modo particolare i numerosi edifici di culto da lui progettati e presenti a Trento e provincia. Dal punto di vista urbanistico partecipa alla progettazione dei quartieri di Trento Sas,  Cristo Re (1941-1943) ed infine di  Madonna Bianca (1971-1977).

### Progetti di chiese
Un significativo segmento dell'opera di Efrem Ferrari è dedicato alla progettazione di chiese ed altri edifici per la vita religiosa.
A seguito della progettazione della chiesa di Cristo Re, realizzata tra il 1941 e il 1943, al cui progetto diede inizio ispirandosi alle grandi cattedrali romaniche, numerosi sono i lavori di Efrem Ferrari eseguiti per l'arcidiocesi di Trento (allora Diocesi). Ne sono esempio la nuova chiesa del Ritrovamento della Croce di Coredo (1943-1948), la chiesa dell'Immacolata di Ronzone (1948/50), la chiesa di San Bernardo di Rabbi e la chiesa di San Giovanni Nepomuceno di Caoria (Canal San Bovo) entrambe edificate tra il 1956 e il 1959. Altre chiese di Trento, sempre da lui progettate, sono la chiesa di San Giuseppe tra il 1955-1958, e la chiesa di San Martino.
Una svolta stilistica si ebbe negli anni Sessanta sulla scorta della ricerca che il dibattito conciliare andava stimolando. Ne sono esempi la chiesa del Sacro Cuore di Gesù a Trento del 1963, la chiesa della Beata Maria Vergine del Rosario di Calceranica al Lago eretta nel 1968-1969, la chiesa della Madonna della Pace a Campotrentino terminata nel 1973 e altre. Anche fuori regione Ferrari ebbe incarichi: su suo progetto nel 1964 fu inaugurata la chiesa di San Luigi Gonzaga in Borgo Te Brunetti, quartiere di Mantova e nel 1967 ebbe a che fare con la nuova facciata del duomo di Abano Terme.. Sempre nei dintorni dei Colli Euganei, ideò l'altare della Madonna, nella chiesa di Santa Maria Assunta, a Galzignano Terme.

### Palazzina APT in piazza Dante
Nel 1935 il bando indetto dal comitato "Settembre Trentino" per un nuovo padiglione che doveva ospitare l'Ufficio Informazioni Turistiche di Trento fu vinto dall'ing. Giovanni Lorenzi. Ma già nel 1939 l'Agenzia Autonoma del Turismo (AAT) affidò un nuovo incarico di ristrutturazione a Ferrari . 
Mediante l'istituzione del 14 novembre 1940 n. 8560 dove il Podestà Bruno Mendini attestava che la nuova struttura era stata ultimata il 25 ottobre 1940. Il progetto di Ferrari va a semplificare la parte occidentale andando a creare un ulteriore accesso a meridione. Un ulteriore rimaneggiamneto dell'ing. Marco Eccel nel 1936 va ad attaccare la grande tettoia, uno dei dettagli del progetto originale di Ferrari, ovvero l'attacco curvo tra fronte ed esposto.

### Quartiere delSas
Dal 1934 al 1937 il quartiere del "Sas" è coincidente con quello che ha cambiato il suo nome più volte; si tratta dell'attuale piazza Cesare Battisti. Il termine coincide con il materiale principale con cui erano costruite le case: sasso. Il governo fascista decise per una ricostruzione dell'intero quartiere a partire dal suo nome, denominandolo piazza Littorio (alla fine della II conflitto mondiale si tramutò in piazza Italia e fino agli anni '60 si decise di intitolarla a Cesare Battisti). Della ricostruzione si occuparono gli ingegneri Emilio Gaffuri e Guido Segalla, ma anche l'architetto Efrem Ferrari, il quale decise per l'edificazione di quello che una volta era chiamato "bar città" e dell'Istituto Provinciale Incendi (IPI). Anche altri architetti e ingegneri parteciparono: Giovanni Lorenzi al cinema Vittoria, Guido de Unterrichter e Renzo Masè alla casa Rigoni.

### Palazzo ITAS
Altro progetto dell'architetto Ferrari fu il palazzo dell'Istituto Trentino-Alto Adige per Assicurazioni e Società (ITAS); qui era necessario il razionalismo nazionale dei primi anni '50 per cui le fiancate furono ricoperte di pietra bianca estratta dalle cave di Pila di Villamontagna. Fu progettato nel 1947 e costruito tra il 1952-1954, si eleva su 10 piani.

### Palazzo delle terme di Levico
All'arch. Efrem Ferrari, insieme all'ing. Michelangelo Perghem Gelmi, fu affidato dalla regione Trentino-Alto Adige il progetto di questo edificio; fu aperto solamente nel 1965. Esso occupò gran parte del Grande Albergo Regina assieme allo stabilimento termale che fu bombardato dagli Alleati il 15 marzo 1945.